# قوس الأبهر المزدوجة
قوس الأبهر المزدوجة (بالإنجليزية: Double aortic arch)‏ هو تشوه خلقي نادر نسبيًا في القلب والأوعية الدموية، ويُعد شذوذًا في قوس الأبهر حيث يكون قوسان الأبهر حلقة كاملة من الأوعية الدموية والتي يمكن أن تضغط على القصبة الهوائية و/أو المرئ، والأكثر شيوعًا هو وجود قوس كبرى (سائدة) وهي القوس اليمنى الموجودة خلف القصبة الهوائية أو المرئ وقوس صغرى (ناقصة التنسج) وهي القوس اليسرى الموجود أمام القصبة الهوائية أو المرئ، يتحد القوسان لتكونا الشريان الأبهر النازل والذي عادة يكون على الجانب الأيسر (يمكن أن يكون على الجانب الأيمن أو في المنتصف)، وفي بعض الحالات تُغلق نهاية القوس اليسرى الصغرى (القوس اليسرى الرتقية) وتتحول الأنسجة الوعائية إلى حبل ليفي، على الرغم من أنه في هذه الحالات لا توجد حلقة كاملة من قوسين الأبهر مفتوحتين إلا أن مصطلح «الحلقة الوعائية» مقبول بشكل عام حتى في هذه الحالات الشاذة.
ترتبط الأعراض بالضغط على القصبة الهوائية أو المرئ أو كليهما بواسطة حلقة الأوعية الدموية الكاملة، ويكون التشخيص عن طريق الاشتباه أو الأشعة السينية على الصدر أو صورة المرئ بالباريوم أو تخطيط صدى القلب، ويُظهر التصوير المقطعي المحوسب أو التصوير بالرنين المغناطيسي علاقة أقواس الأبهر بالقصبة الهوائية والمرئ وكذلك درجة تضيق القصبة الهوائية. يمكن أن يكون تنظير القصبات مفيدًا في اختبار تلين الرغامي الداخلي. يكون العلاج جراحيًا ويوصى به لكل المرضى الذين يظهر عليهم الأعراض، في العصر الحالي أصبح خطر الموت أو المرض بشدة بعد التقسيم الجراحي للقوس الصغرى أقل، لكن مع ذلك فإن درجة تلين الرغامي ما قبل الجراحة لها تأثير هام على الشفاء بعد الجراحة، وفي بعض المرضى قد يستغرق الأمر شهورًا عديدة (قد تصل من 1-2 سنة) لأعراض الجهاز التنفسي (الصفير) لتختفي.

## العلامات والأعراض
تحدث الأعراض بسبب ضغط الأوعية الدموية على مجرى الهواء أو المرئ أو كليهما، غالبًا ما تكون الأعراض خلال الشهر الأول (فترة حديثي الولادة) وعادة خلال الأشهر الستة الأولى من الحياة، وبدءًا من الولادة قد يكون هناك صوت للشهيق والزفير (ضوضاء عالية التردد من تدفق الهواء المضطرب في القصبة الهوائية)، ويكون في كثير من الأحيان مقترنًا بصفير مع الزفير، قد تعتمد شدة الصوت على وضع جسم المريض، فيمكن أن يكون أسوأ عندما يكون الطفل مستلقيًا على ظهره بدلًا من جانبه، بينما في بعض الأحيان يمكن أن يخفف الصوت عن طريق مد الرقبة (رفع الذقن لأعلى). قد يلاحظ الوالدان أن بكاء الطفل أجش والتنفس صاخب، وقد يكون السعال مستمرًا، وعندما يكون انسداد مجرى الهواء كبير قد تكون هناك نوبات من الازرقاق الشديد (الطفل الأزرق) التي يمكن أن تؤدي إلى فقدان الوعى، العدوى التنفسية المتكررة شائعة والإفرازات الرئوية الثانوية يمكن أن تزيد انسداد مجرى الهواء.
يُسبب الضغط على المرئ غالبًا سوء تغذية الأطفال، فقد يكون لديهم صعوبات في بلع السوائل مع الاختناق أو الارتجاع وزيادة انسداد مجرى التنفس أثناء الرضاعة، بينما قد يرفض المرضى الأكبر سنًا تناول الطعام الصلب، بالرغم من أن معظم الأطفال يعانون من أعراض شديدة هذه الأيام فإنه تجرى لهم الجراحة قبل التعرض لأي طعام صلب.

## الأسباب
لا يُعرف الكثير فيما يتعلق بالأسباب الدقيقة لشذوذ قوس الأبهر ومع ذلك فإن ارتباطه بحذف الصبغي 22q11.2 (متلازمة دي جورج) يعني احتمال وحود مكون وراثي في حالات معينة، يحدث انسداد خلقى للمرئ في بعض المرضى الذين يعانون من قوس الأبهر المزدوجة.

## التشخيص

### التشخيص ما قبل الولادة (الموجات فوق الصوتية الجنينية)
يمكن اليوم تشخيص قوس الأبهر المزدوجة في الرحم في المراكز ذات الخبرة، يمكن أن يؤدي الإصلاح المجدول بعد الولادة مباشرة في المرضى الذين يعانون من أعراض إلى تخفيف الضغط على القصبة الهوائية في وقت مبكر وبالتالي من المحتمل أن يمنع تطور تلين الرغامي الشديد.

### الآشعة السينية على الصدر
الآشعة السينية البسيطة على الصدر للمرضى الذين يعانون من القوس الأبهر المزدوجة قد تبدو طبيعية (غالبًا) أو تُظهر قوسًا يمنى سائدة أو قوسين للأبهر، قد يكون هناك دليل على انحراف القصبة الهوائية أو الضغط عليه، وفي بعض الأحيان يحضر المرضى مع نتائج آشعة الاتهاب الرئوي.

### بلع الباريوم (تصوير المرئ)
تاريخيًا تُستخدم صورة المرئ لتكون المعيار الذهبي لتشخيص القوس الأبهر المزدوجة، حيث أنه في المرضى الذين يعانون من القوس الأبهر المزدوجة يُظهر المرئ المسافات البادئة على الجانبين الأيسر والأيمن من ضغط الأوعية الدموية، وبسبب ضغط الدم المرتبط بحركة الأورطى والقوسين يمكن أن توضِّح الصور المتحركة من المرئ الملئ بالباريوم الطبيعة النموذجية النابضة للانسداد، عادة ما تكون المسافة البادئة من القوس اليمنى السائدة أعمق وأعلى مقارنة بالسن من القوس اليسرى.

### تنظير القصبات
على الرغم من أن تنظير القصبة الهوائية لا يتم بشكل روتيني في المرضى الذين يعانون من القوس الأبهر المزدوج المشتبه به أو المؤكد إلا أنه يمكن أن يصور أماكن وشدة ضغط القصبة الهوائية.

### تخطيط صدى القلب
في الأطفال دون سن 12 شهرًا يعتبر تخطيط صدى القلب حساسًا ومتخصصًا لتشخيص القوس الأبهر المزدوجة عندما يكون كلتا القوسين مفتوحتين، قد يكون من الصعب تصور العناصر غير المرتوية لأنواع أخرى من حلقات الأوعية الدموية (مثل القوس اليسرى ذات النهاية المغلقة) أو الرباط الشرياني ربما يكون من الصعب تصويره بتخطيط صدى القلب.

### التصوير المقطعي المحوسب (CT)
عادة ما يكون تشخيص التصوير المقطعي المحوسب بعد تطبيق وسط متباين دقيقًا، وهو يظهر علاقة الأقواس بالقصبة الهوائية والشعب الهوائية.

### التصوير بالرنين المغناطيسي (MRI)
يوفر التصوير بالرنين المغناطيسي صورًا ممتازة للقصبة الهوائية والأوعية الدموية المحيطة بها كما أنه يتميز بعدم استخدام الإشعاع للتصوير مقارنة بالتصوير المقطعي المحوسب.

### قسطرة القلب/تصوير الأبهر شعاعيًا
يخضع المرضى الذين يعانون من القوس الأبهر المزدوجة اليوم فقط لقسطرة القلب لتقييم الديناميكا الدموية وتشريح العيوب الخلقية المرتبطة بها، حيث يتم حقن وسط متباين من خلال قسطرة في الأورطى الصاعد وريما تُستخدم صورة الأورطى الناتجة لتحديد تشريح القوس الأبهر المزدوجة، يمكن أيضًا أن تستخدم لتصوير منشأ الأوعية الدموية للرأس والذراعين من كلا القوسين.

## التصنيف
تُعد قوس الأبهر المزدوجة هي نوع فرعي من حلقة الأوعية الدموية الكاملة، وهناك ثلاثة أنواع من القوس الأبهر المزدوجة:
1.قوس يمنى سائدة (حوالي 70%من الحالات الجراحية)
2.متوازنة أو سائدة مشتركة (حوالي 5% من الحالات): كلتا القوسين متساويتين في الحجم.
3.قوس يسرى سائدة (حوالي 25% من الحالات).

### قوس الأبهر المزدوجة مع قوس يمنى سائدة
عادة هناك قوس للأبهر يسرى واحدة، في المرضى الذين يعانون من القوس الأبهر المزدوجة ينشأ عادة الشريان الأبهر الصاعد من البطين الأيسر ثم ينقسم إلى قوسين يمنى ويسرى اللتان تتحدان في الخلف لتكونا الشريان الأبهر النازل.
تمر القوس اليسرى الصغرى لأمام وليسار القصبة الهوائية في الوضع المعتاد، وعادة ما تتحد مع الرباط الشرياني حيث يكونا الشريان الأبهري النازل، تُعطي القوس اليسرى المنشأ الأول للشريان السباتي المشترك الأيسر ثم شريان تحت الترقوة الأيسر.
تُعد القوس اليمنى استكمالًا لحلقة الأوعية الدموية عن طريق المرور ليمين وخلف المرئ والقصبة الهوائية لتتحد مع الشريان الأبهري النازل الواقع على اليسار، ويكون الوعاء الدموي الأول الذي يخرج من القوس اليمنى هو عادة الشريان السباتي المشترك الأيمن متبوعًا بشريان تحت الترقوة الأيمن.

### قوس الأبهر المزدوجة مع قوس يسرى سائدة
تُعد هذه الحالة هي الأقل شيوعًا، وكما يوضح الاسم فتكون القوس اليُسرى كبرى القوسين ويكون منشأ الأوعية الدموية للرأس والذراعين متطابق مع تشريح القوس الأبهر المزدوجة مع القوس اليمنى السائدة.

### قوس الأبهر المزدوجة متوازنة أو سائدة مشتركة
في هذه الحالة تكون كلتا القوسين لهما نفس القطر.

## العلاج
يشار إلى العلاج الجراحي في جميع مرضى القوس الأبهر المزدوجة الذين يعانون من أعراض انسدادية (صرير وصفير والتهابات رئوية وسوء التغذية مع الاختناق)، إذا كانت الأعراض غائبة يمكن أن يكون النهج التحفظي (الانتظار اليقظ) معقولًا، قد يتغلب الأطفال الذين يعانون من أعراض خفيفة جدًا على أعراضهم ولكنهم يحتاجون إلى متابعة منتظمة.

### التخدير والمراقبة أثناء العملية
يتم إجراء العملية أثناء التخدير العام، ومن المفيد قياس التأكسج النبضي على كلتا اليدين وقدم واحدة بحيث يسمح اختبار انسداد قوس واحدة أو فروعها بتأكيد التشريح، بالإضافة لذلك يجب أن توضع كفات قياس ضغط الدم على ساق واحدة وكلا الذراعين لتأكيد غياب مدروج الضغط عندما تغلق نقطة الانقسام المقصودة في القوس الصغرى مؤقتًا بواسطة الجفت.

### التقسيم المفتوح لحلقة الأوعية الدموية
تُعد القوس الأبهر المزدوجة المعزولة بدون عيوب داخل القلب مرتبطة به شذوذًا في الأوعية الدموية يمكن تصحيحه دون استخدام مجازة قلبية رئوية.
بالنسبة للتقسيم الجراحي لقوس الأبهر اليسرى الضيقة في مريض قوس الأبهر المزدوجة النموذجية مع قوس يمنى مهيمنة يوضع المريض على جانبه الأيمن، وبعد التحضير والتغطية للصدر الأيسر يتم عمل فتحة خلفية في الصدر وتكون بين الضلع الرابع والخامس (الحيز الوربي الرابع كما هو الحال في عمليات القناة الشريانية المفتوحة أو التضيق).
بعد سحب الرئة اليسرى جانبًا، يتم تقسيم الجنبة المنصفية فوق القوس اليسرى وتُشرَّح القوس اليسرى والأربطة الشريانية وتُفصل عن الهياكل المحيطة بها، يُقسَّم الرباط ويتم وضع اثنين من المشابك الوعائية على تقاطع القوس اليسرى مع الشريان الأبهر النازل، وبعد تقسيم الأبهر يتم تطويقها بغرزتين غير قابلتين للامتصاص.
ثم تُشرَّح نهاية القوس اليسرى من الأنسجة الوسيطة للتخفيف من أي آلية متبقية للتضيق، كما يُشرَّح السطح الوسيط من الشريان الأبهر النازل والنهاية البعيدة بعناية بعيدًا عن المريء، يمكن الحصول على راحة إضافية عن طريق خياطة الجدار الجانبي في الشريان الأورطي إلى الضلع المجاور له لسحبه بعيدًا عن المرئ.
بعد إدخال أنبوب الصدر لمنع النزيف داخل الصدر أو وسط الصدر يتم تقريب الضلعين الرابع والخامس بواسطة خياطة قابلة للامتصاص، يتم الانتهاء من الجراحة عن طريق إغلاق جرح الصدر الأيسر في طبقات.
في معظم المراكز يتراوح خطر الوفاة بين 0 و2%، تُعد إصابه العصب الحنجري الراجع خطرًا واردًا للجراحة المفتوحة لقوس الأبهر المزدوجة وهذه الإصابة يمكن أن تسبب شلل الحبل الصوتي، كما يمكن أن تؤدي الإصابة في الجهاز اللمفاوي إلى تسرب الكيلوس في الصدر بعد العملية الجراحية، وتشمل المخاطر الإضافية إصابه الرئة والنزيف مع الحاجة الي نقل الدم والإصابة بالجروح.

### الرعاية التالية للجراحة
بعد الجراحة يحتاج بعض المرضى إلى التنبيب والتهوية الميكانيكية لعدة أيام للسماح بالتنظيف الرغامي الكافي، ولكن يمكن أن تُزال الأنابيب بعد الجراحة مباشرة لمعظم المرضى، قد تكون أعراض مجرى الهواء الانسدادي أسوء في الأسابيع الأولى بعد الجراحة فقط، يعد عدد قليل فقط من المرضى هم من يشفون سريعًا من الصرير ولكن العديد يشفون فورًا من مشاكل البلع بعد إخراج الأنبوب، قد يكون من الضروري الحفاظ على ضغط مجرى الهواء الإيجابي عن طريق التدفقات المناسبة لمزيج الأكسجين والهواء المرطب.

## علم الأوبئة
تمثل الحلقات الوعائية الكاملة حوالي 0.5 إلى 1 % من جميع تشوهات القلب والأوعية الدموية الخلقية، وتكون غالبيتها هي أقواس الأبهر المزدوجة، ولا يوجد تفضيل جنسي معروف أي أن الذكور والإناث يتأثرون بصورة متساوية تقريبًا. كما أنه لا يوجد أي نزعة عرقية أو جغرافية معروفة.
تم العثور على عيوب القلب والأوعية الدموية المرتبطة بها في 10-15% من المرضى وتشمل ما يلي:
- عيب الحاجز الأذيني
- عيب الحاجز البطيني
- القناة الشريانية المفتوحة
- رباعية فالو
- انقلاب وضع الأوعية الكبرى

## التاريخ
لقد عرفت العيوب الخلقية لقوس الأبهر لفترة طويلة، كان أول وصف بعد الموت لقوس الأبهر المزدوجة في 1737 من قبل هوميل.
في عام 1837 نشر فون سيبولد تقرير حالة في مجلة طبية ألمانية بعنوان «قوس الأبهر على شكل حلقة في طفل شديد الازرقاق حديث الولادة».
مع استخدام صوره المريء بالباريوم أصبح من الممكن تشخيص عيوب قوس الأبهر خلال الحياة في العقد 1930، تم إجراء أول تصحيح جراحي مفتوح عن طريق فتحة في الصدر من قبل روبرت غروس في مستشفى الأطفال في بوسطن عام 1945، ويُعد غروس واحدًا من رواد جراحة القلب والأوعية الدموية قام أيضًا بأول ربط للرباط الشرياني المفتوح قبلها بسبع سنوات، وُصِف أساس التشخيص الإشعاعى عن طريق ابتلاع الباريوم (صورة المرئ) لقوس الأبهر المزدوجة وأشكال أخرى من الحلقات الوعائية في عام 1946 من قبل نهاوسير من نفس المؤسسة.
قد تكون أنواع معينة من قوس الأبهر المزدوجة مع قوس يسرى صغيرة القطر أقل من 2 أو 3 مم مفتوحة أو ضامرة مناسبة لنهج ما يسمى «جراحة صدرية تنظيرية مدعومة بالفيديو».